# Théodose d'Alexandrie (grammairien)
Ne doit pas être confondu avec Théodose d'Alexandrie.
 (novembre 2023).
Si vous disposez d'ouvrages ou d'articles de référence ou si vous connaissez des sites web de qualité traitant du thème abordé ici, merci de compléter l'article en donnant les références utiles à sa vérifiabilité et en les liant à la section « Notes et références ».
Théodose d'Alexandrie est un grammairien grec qui a vécu au IVe  ou Ve siècle. Il est l'auteur des ouvrages suivants :
- Commentaires sur la grammaire de Denys le Thrace (Theodosii Alexandrini Grammatica, éd. Carl Wilhelm Göttling, Leipzig, 1822);
- Règles élémentaires (Εἰσαγωγικοὶ κανόνες) de la déclinaison et de la conjugaison (Theodosii Alexandrini Canones; Georgii Choerobosci scholia, éd. Alfred Hilgart, Teubner, Leipzig, 1889);
- Abrégé de la prosodie d'Hérodien (Περὶ τόνων) (éd. Moritz Schmidt, 1860; réimpr. Hildesheim, 1983).

Ce dernier ouvrage est aussi attribué à Arcadius d'Antioche (grammairien mentionné dans la Souda). Les Canones de Théodose d'Alexandrie ont été beaucoup commentés par les grammairiens byzantins, dont Jean Charax (Commentaires sur Théodose édités dans les Anecdota graeca d'Immanuel Bekker) et Georges Choiroboscos (scholies dans l'édition Hilgart).
N. B. : Théodose d'Alexandrie le Grammairien ne doit pas être confondu avec les patriarches d'Alexandrie ayant porté ce nom, notamment Théodose d'Alexandrie, patriarche monophysite du VIe siècle.